# Raymond Smillie
Raymond Louis Nelson Smillie (18. januar 1904 – 21. april 1993 i Sault Ste Marie i Ontario) var en canadisk bokser som deltog i de olympiske lege 1928 i Amsterdam.
Smillie vandt en bronzemedalje i boksning under OL 1928 i Amsterdam. Han kom på tredjepladsen i vægtklassen weltervægt , bagefter Ted Morgan fra New Zealand og Raul Landini fra Argentina.
Der var 22 boksere fra 22 lande som stillede op i vægtklassen som blev afviklet fra den 7. til 11. august 1928.